# Dongshan (Yilan)
Dongshan (chinesisch 冬山鄉, Pinyin Dōngshān Xiāng, Pe̍h-ōe-jī Tang-soaⁿ-hiong) ist eine Landgemeinde im nordtaiwanischen Landkreis Yilan.

## Lage und Bedeutung
Dongshan liegt unweit der Ostküste Taiwans in der Mitte des Landkreises Yilan. Landschaftlich ist Dongshan durch hügelige Ausläufer des Taiwanischen Zentralgebirges und dazwischen liegendes, von kleineren Flüssen wie dem Dongshan-Fluss durchzogenes Flachland geprägt. Die Gegend wurde seit Ende des 18. Jahrhunderts von chinesischen Einwanderern urbar gemacht. Bis heute spielt die Landwirtschaft eine wichtige Rolle. Zu den bedeutendsten Produkten der Gemeinde zählen Tee und Pampelmusen. In jüngerer Zeit erlangte Dongshan zunehmend auch touristische Bedeutung als Naherholungsgebiet für die Metropolregionen Nordtaiwans. Beliebte Reiseziele sind der Meihua-See, um den herum ein Fahrradweg angelegt wurde, sowie die Freizeitfarm Shangri-La.
Dongshan ist durch seinen Bahnhof an das taiwanische Eisenbahnnetz angeschlossen.

## Persönlichkeiten
- Tseng Jing-hua (* 1997), Schauspieler

## Galerie

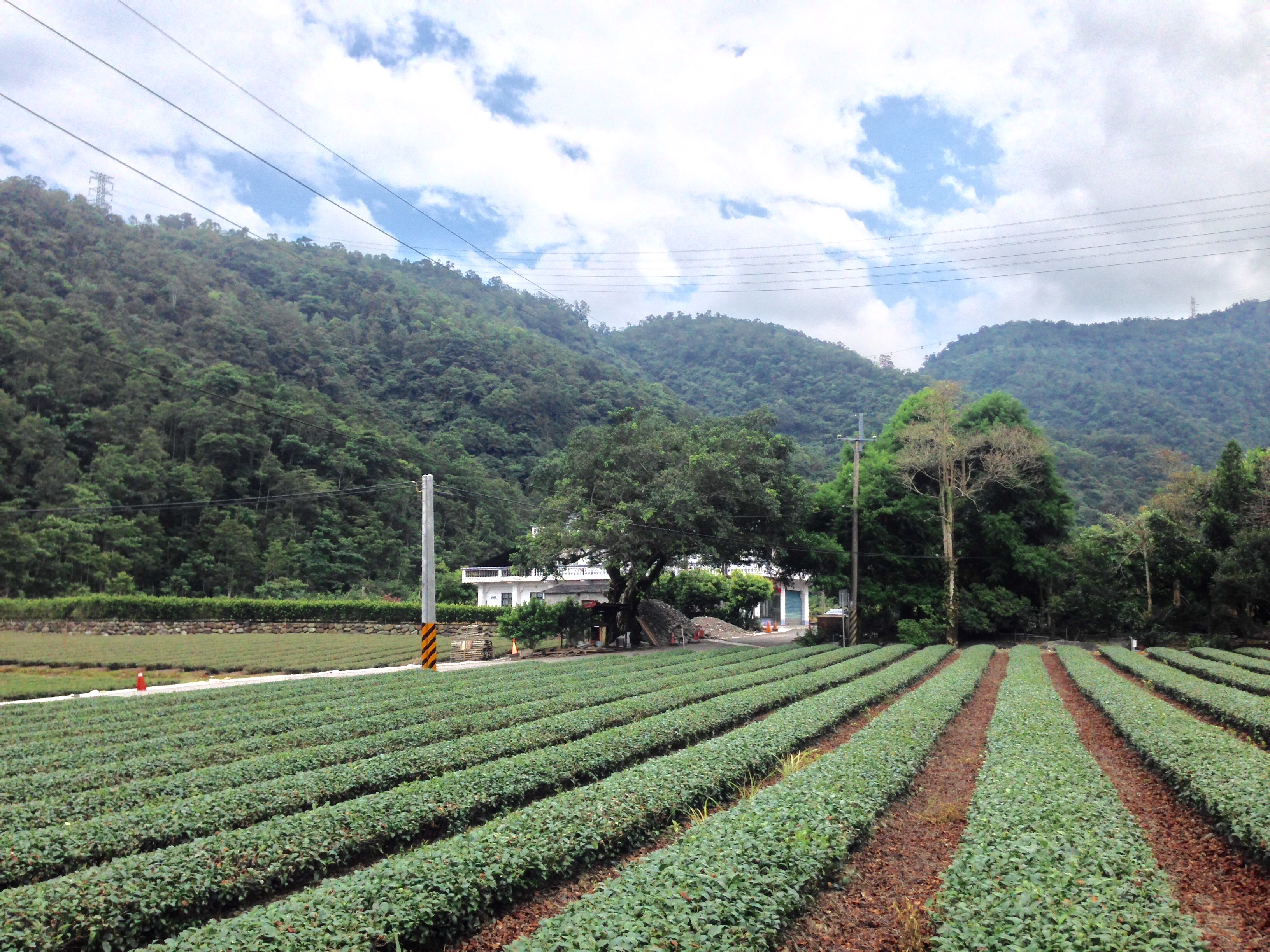
Teeanbau in Dongshan
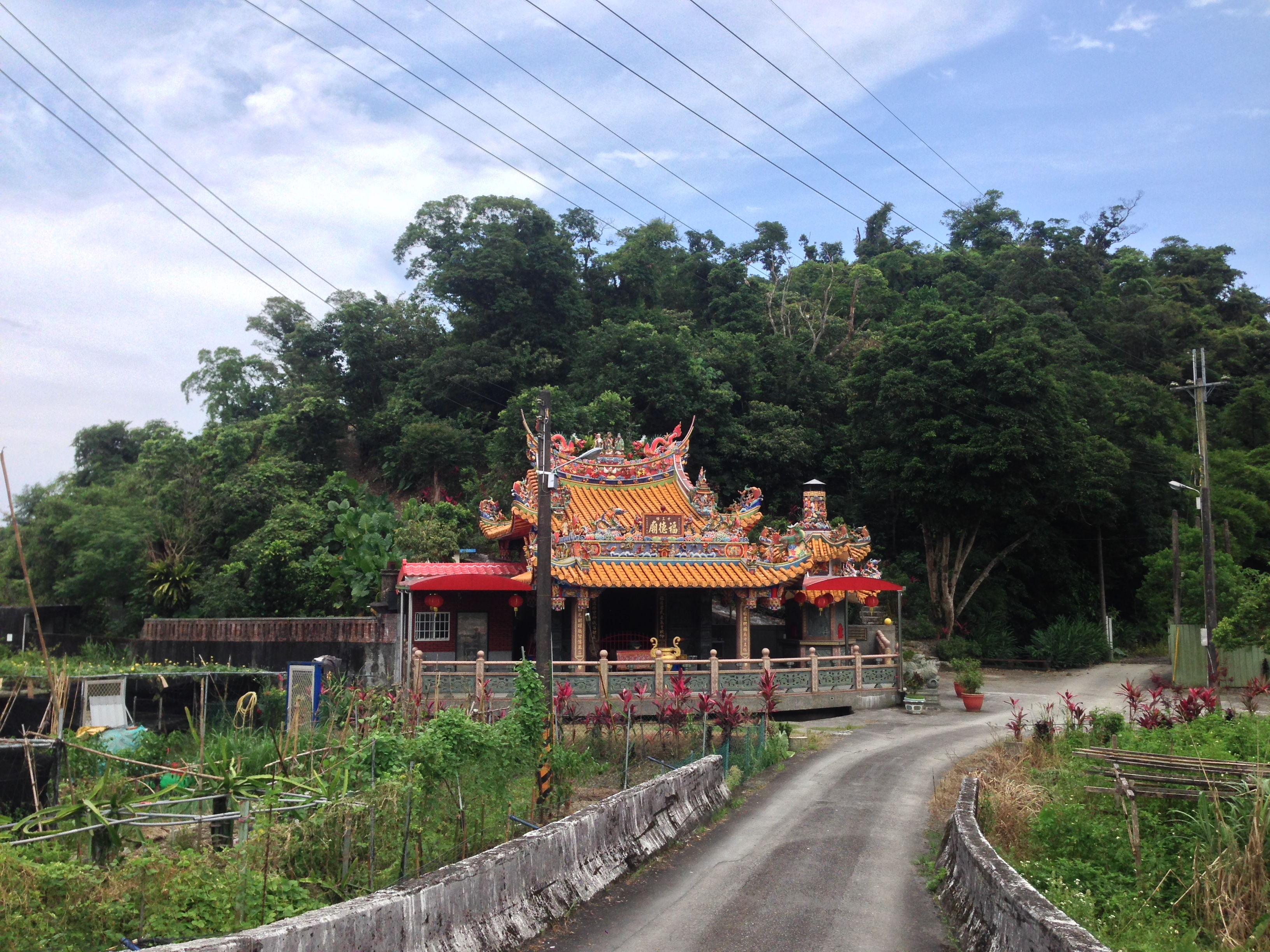
Der Fude-Tempel von Dongshan
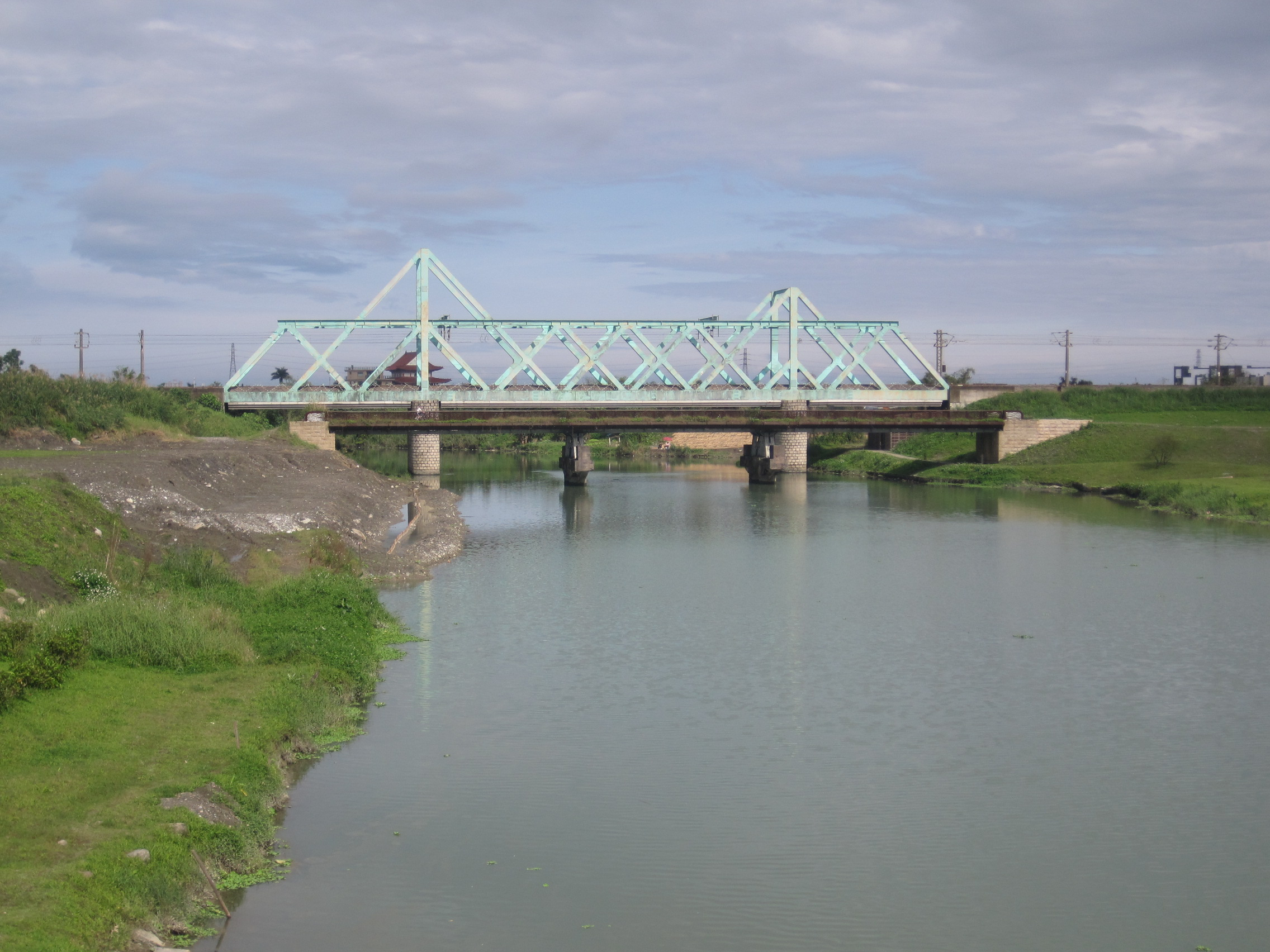
Brücke über den Dongshan-Fluss
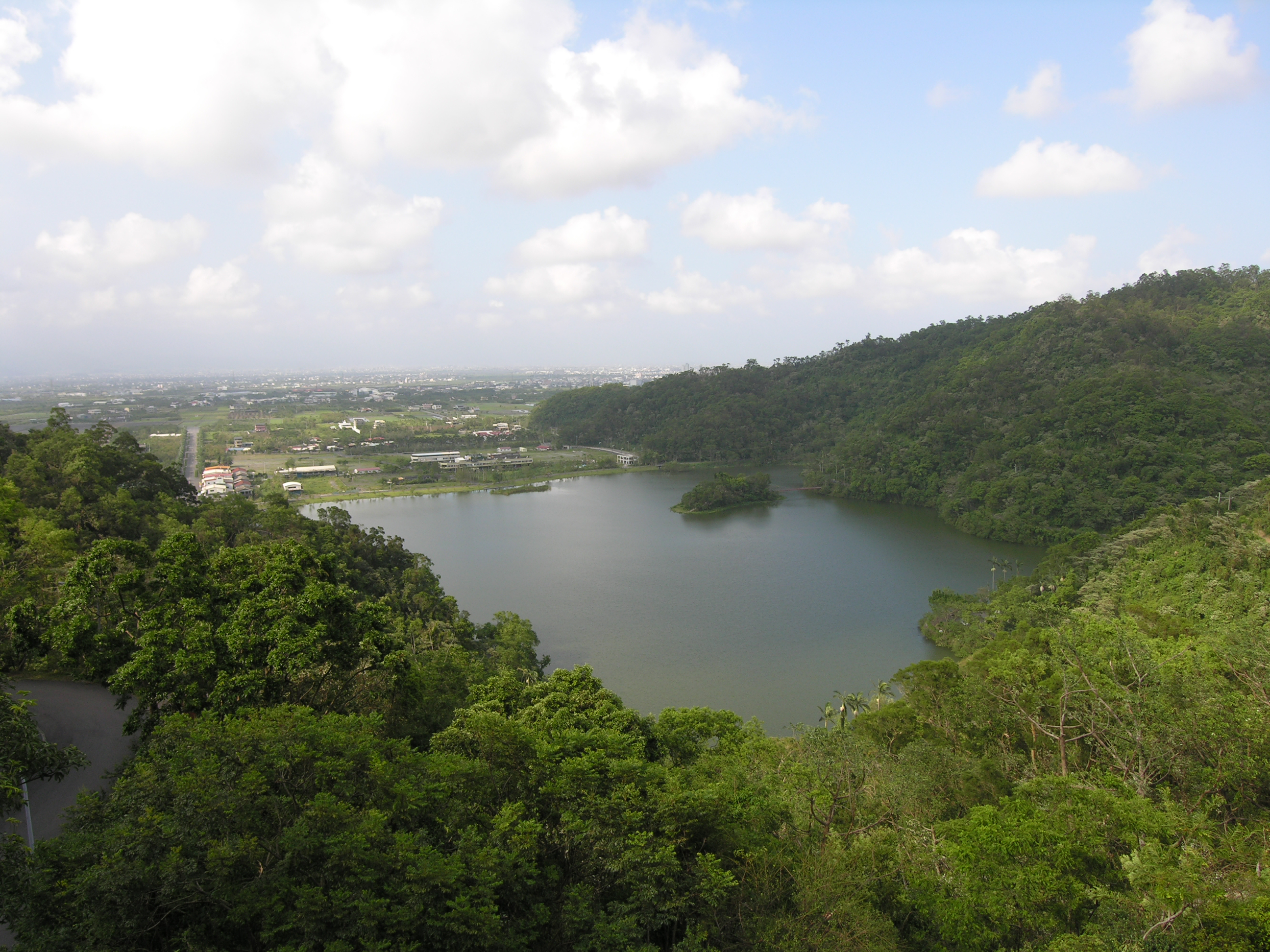
Der Meihua-See